# Rodný dům Aloise Jiráska
Rodný dům Aloise Jiráska se nachází v Hronově, obci mezi Náchodem a Policí nad Metují. Dům byl založen v 18. století Jakubem Jiráskem, dědem Aloise Jiráska. Je chráněn jako kulturní památka České republiky.

## Historie
Nízký dům stojí u silnice II/303, přibližně 150 metrů od náměstí. Jedná se roubený a zděný dům s šikmo přisazenou boční světničkou (na severní straně), stojící kolmo k silnici v blízkosti kostela. Dispozice domu je klasická – trojdílná, se světnicí na východní straně, zděnou černou kuchyní při východní stěně síně a dvoutraktovým zadním dílem s komorou a chlévem. Stěny i štíty domu jsou podle obyčeje 19. století obílené.
V domku se dne 23. srpna roku 1851 narodil jeden z nejvýznamnějších českých spisovatelů Alois Jirásek. Jeho otec Josef zde provozoval pekařské řemeslo. 
V blízkosti domku byl i sad, dnes přeměněný na park, kde vyvěrají minerální prameny Hronovka a Regnerka. Právě v těchto místech vybudoval Jiráskův otec primitivní lázně, tj. studnu a kůlnu se dvěma vanami, kam se lidé chodili koupat pro léčivé účinky této vody. Po změně majitele se lázně zvelebily, postupem času však lázně zanikly. Obnovy se dočkaly až za druhé světové války. Z důvodů stavu stavby ji museli všichni členové opustit a žít v domě Jiráskovy matky. Při příležitosti Jiráskových 70. narozenin byla vybrána částka, za níž mohlo město dům v roce 1925 odkoupit a v letech 1955–1957 zrekonstruovat. Od 80. let 20. století je domek spravován náchodským muzeem (od 2018 Muzeum Náchodska).
Dům je zpřístupněn veřejnosti. Uvnitř stavby se rozkládá světnice, kdysi sloužící jako rodinná pekárna, která je vybavena nepůvodním zařízením a lidovým nábytkem. O víkendech je tu prodejní místo. K vidění je i světnička, kde měl Jirásek během svých studií pokoj.